# Schlosserei

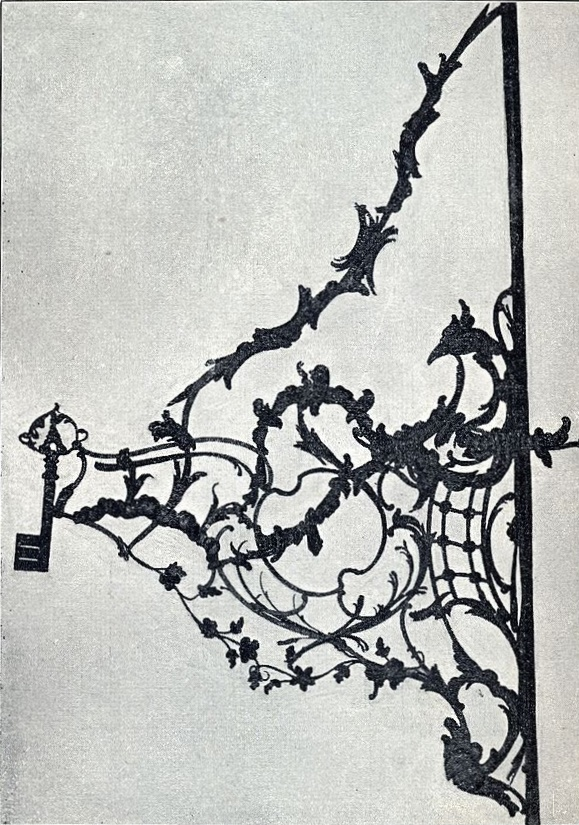
Schlosserschild in Altstadt (Königsberg)

Eine Schlosserei ist ein kleines oder mittelständisches Unternehmen, das Metallbauarbeiten durchführt. 
Ursprünglich fertigte ein Schlosser hauptsächlich Schlösser.

## Geschichte
Der Beruf des Schlossers hat seine Wurzeln in der Tätigkeit des Schlossschmieds, der über Schmieden hinaus noch weitere Bearbeitungsverfahren beherrschte. Die Schlosser gehörten zur Gruppe der kunstreichen Gewerbe.
Bereits die Ägypter besaßen metallene Schlüssel und Schlösser für Truhen und Türen, ebenso das antike Griechenland und die Römer. In Straßburg fertigten im Jahr 982 noch die Schmiede für den Bischof Schlösser und Sperrketten an. Erst ab dem 14. Jahrhundert werden Schlosser genannt, zuerst in den Städten Nürnberg, Breslau und Merseburg.
Um das Jahr 1550 entstanden die ersten Zünfte der Schlosser. Mit den jeweiligen Kunstepochen entstand auch die Kunstschlosserei. Schlosser fertigten u. a. Kaminabdeckungen, Riegel, Bänder, Schlüssel und Schlösser, Küchengeschirr und Uhrenräder. Das Mahlschloss wurde im Jahr 1540 von einem Nürnberger Schlosser erfunden und von Christopher Polhem weiterentwickelt. Im 17. und 18. Jahrhundert entstanden kunstvolle Chorgitter, Tür- und Fenstergitter, die heute spezialisierte Kunstschmiede fertigen. Im 19. Jahrhundert kam noch die Geldschrankschlosserei dazu.

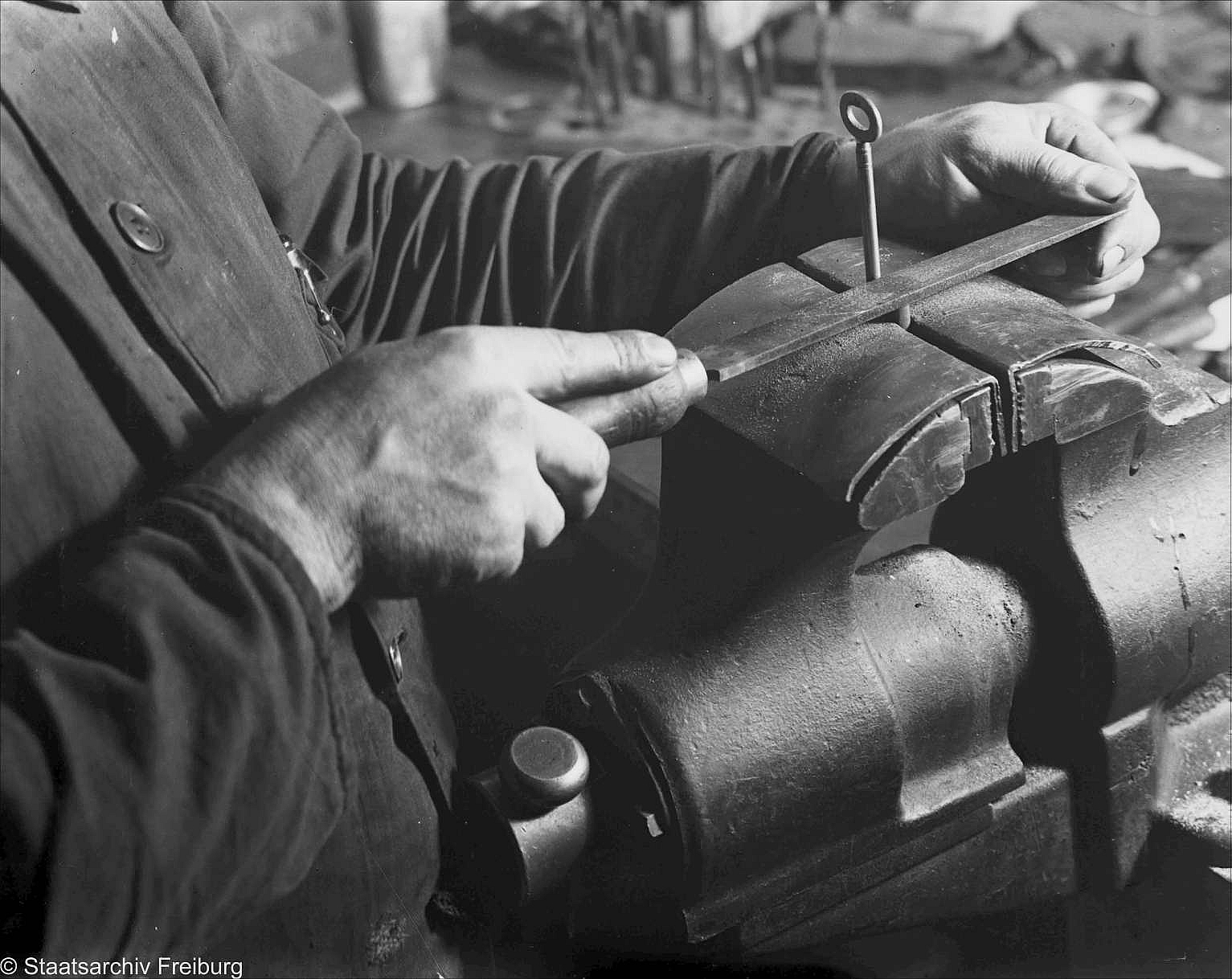
Schlosserhände beim Feilen eines Schlüssels

Mit der Mechanisierung im Zuge der industriellen Revolution, insbesondere der Stahlerzeugung, der Eisenbahn und dem Maschinenbau trennten sich die Berufe des Schlossers und des Schmieds. Mit zunehmender Verfügbarkeit von industriellen Halbfertigprodukten und Halbzeugen übernahmen Schlosser einen immer größeren Anteil der Metallarbeiten.

## Berufsbild in Deutschland

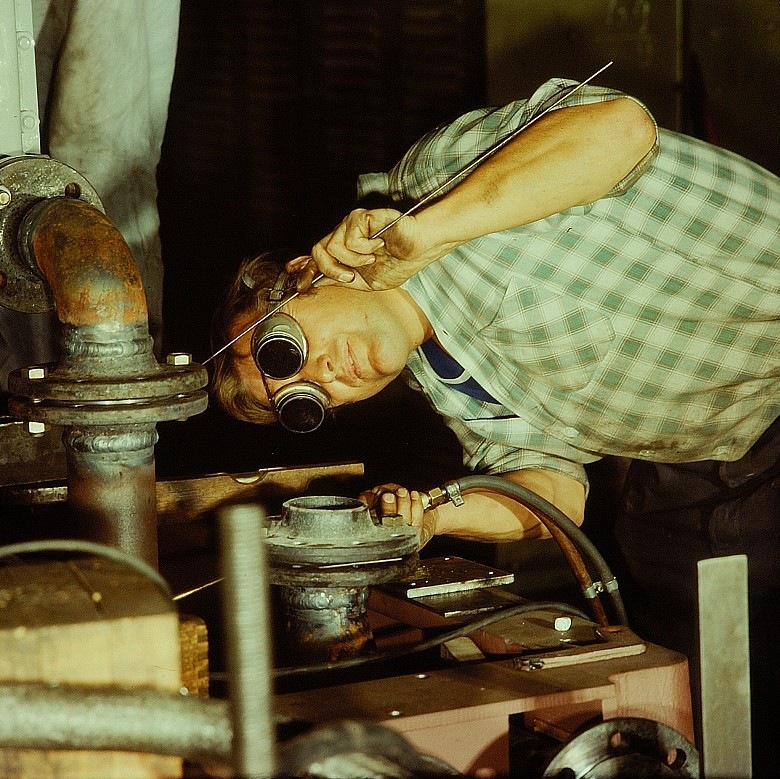
Schlosser bei der Arbeit, Gasschmelzschweißen von Stahlrohr (1978)

Der Schlosserberuf und die damit fachlich zugeordneten Betriebe und Betriebsabteilungen waren im Handwerk (bis 1989) und in der Industrie (bis 1987) je nach Aufgabengebiet in verschiedene Berufszweige unterteilt.

### Schlosserberuf im Handwerk

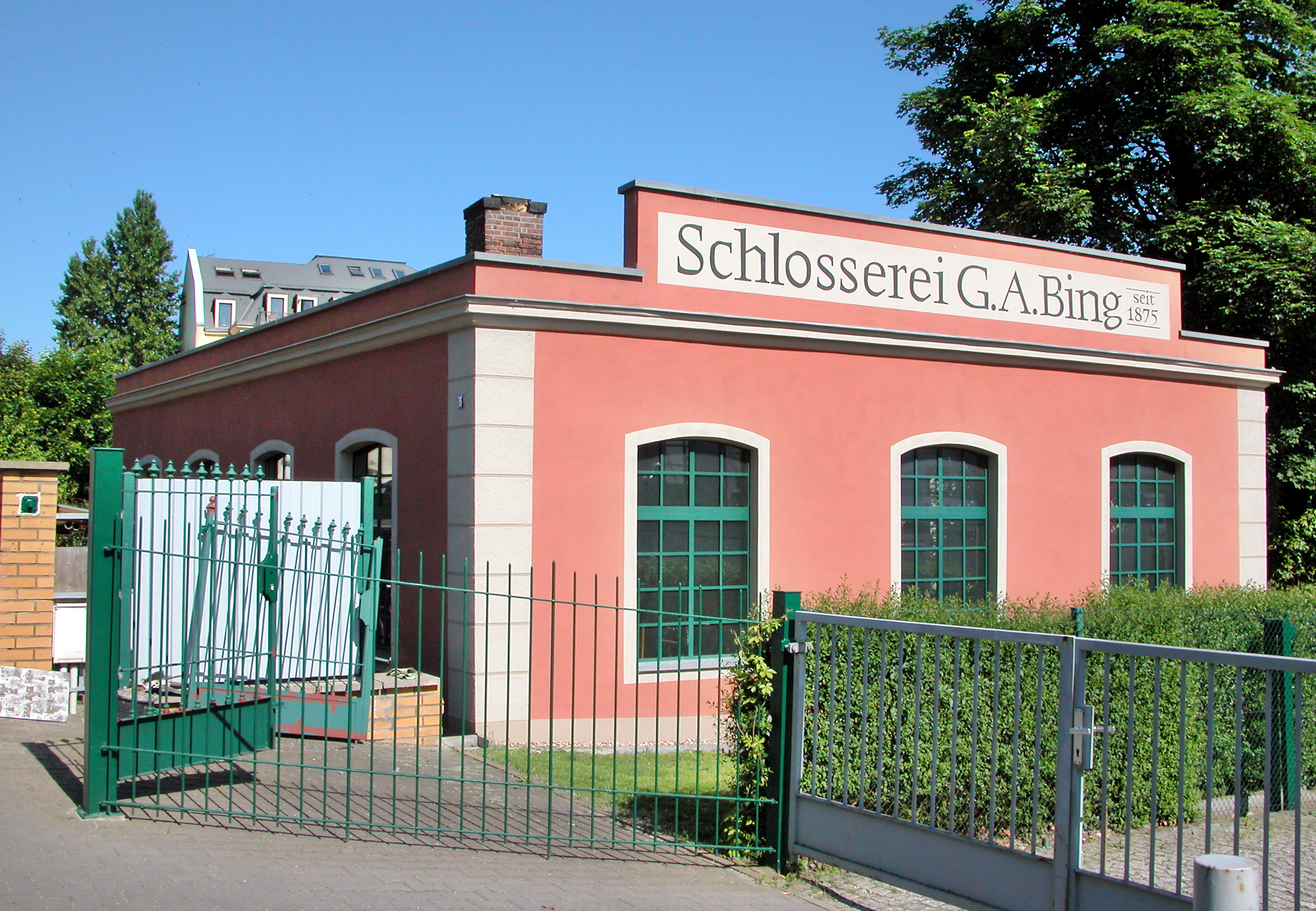
Schlosserei G. A. Bing, Dresden/Plauen

Die Betriebe des Handwerks, speziell im Baugewerbe, mit ihren oft kleinteiligen Bedarfsfertigungen sind gemeinhin das, was auch heute noch unter einer Schlosserei verstanden wird. Die Sparten, nach den Berufsgruppen unterteilt, waren:
- Bauschlosser: Stahlbauteile im Baugewerbe, zum Beispiel Geländer, Stege, kleinere Treppen, Tore, Türen
- Werkzeugmacher: Spezielle Werkzeuge und Vorrichtungen
- Kunstschmied und Kunstschlosser: Metallgestaltung meist im Baugewerbe, zum Beispiel kunstvoll gestaltete Gitter, Zäune, Tore
- Kfz-Schlosser: allgemeine Tätigkeit im Nutzfahrzeugbau, Wartung und Reparatur von Fahrzeugen, Herstellung von Fahrzeugaufbauten

Die Tätigkeiten der Bauschlosser und der Metallgestalter lassen sich nur schwer voneinander abgrenzen. Deshalb wurde bei der Neuordnung des Handwerks die Sparte der Schlosserarbeiten mit den Schmiedearbeiten zum Metallbau gemäß DIN 18360 zusammengefasst.

### Schlosserberuf in der Industrie
Der Schlosserberuf, meist als eigene Fertigungs- und Montageabteilung, war auch in der Industrie von Bedeutung. In der Industrie unterschied man bis zum Jahr 1987 zusätzlich den
- Betriebsschlosser: Wartung, Reparatur und Instandsetzung von Maschinen- und Anlagenteilen eines produzierenden oder verarbeitenden Betriebs
- Maschinenschlosser: Bau, Wartung, Reparatur und Instandsetzung von Maschinen- und Anlagenteilen im Maschinenbau
- Stahlbauschlosser: Fertigung und Montage von Stahltragwerken, Stahltreppen, Stahlbrücken und ähnlichen tragenden Konstruktionen, aber oft auch im Apparatebau, zum Beispiel bei Fertigung von Druckbehältern, in Zusammenarbeit mit Rohrschlossern und Anlagenmechanikern
- Klempner: Blechverarbeitung im weitesten Sinne, Umformen von Blechen mit beispielsweise Abkantpressen, Zuschnitte von Blechen mit Scheren und Stanzen, Schlagscheren sowie einer Trennschleifmaschine oder thermischen Trennverfahren wie das Brennschneiden, Fertigung komplexer Blechkonstruktionen aller Art durch Falzen, Sicken und Bördeln.
- Rohrschlosser: Umgangssprachlich wurde der Stahlrohrleitungsbauer häufig als Rohrschlosser bezeichnet. Der Rohrleitungsbauer ist in der Industrie und vor allem im Tiefbau heute noch als Ausbildungsberuf existent. Der Rohrleitungsbauer fertigt und montiert Druckrohrleitungen nach ISO. Voraussetzung und Schwerpunkt des Rohrschlossers ist die Fähigkeit des Zeichnungslesens. Darüber hinaus müssen Rohrschlosser auch sämtliche Schweißverfahren wie das Autogen-Schweißen mit Gas und Sauerstoff beherrschen, aber auch diverse Schutzgas-Schweißverfahren wie z. B. WIG (Wolfram-Inert-Gas) und MIG (Metall-Inert-Gas).

## Geschichten und Bräuche

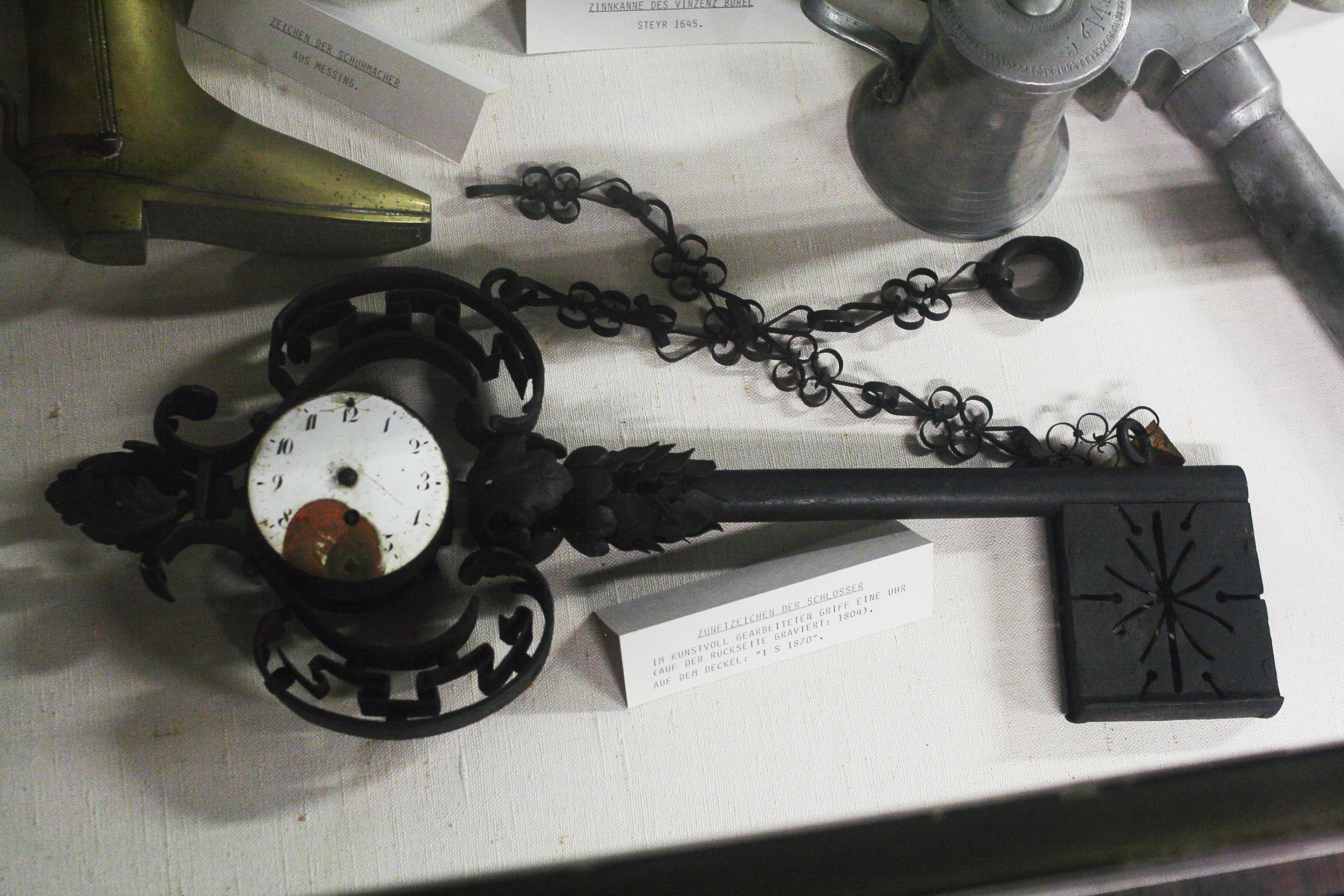
Zunftzeichen im Museum der Stadt Steyr, 19. Jahrhundert

Im Mittelalter gehörten die Schlosser zu den Werkzeug- und Kleinschmieden. Die Handwerksgenossen des Schmiedehandwerks gehörten ebenso zur Zunft wie die Schlosser und Schleifer.
Im 16. Jahrhundert kamen die Büchsenmacher und im 17. die Uhr- und Windenmacher hinzu. Ein alter Initiationsritus der Schlosser, um aus einem Lehrling einen Gesellen zu machen, ist das Schlüsselbeißen.
Schlosser hatten sich bei einem Brand gemäß Anordnungen zur Brandverhütung des 18. Jahrhunderts im Kurfürstentum Trier und in weiteren Kurfürstentümer des Heiligen Römischen Reiches mit ihrem Werkzeug zur Brandstelle zu begeben, um dort fachmännisch zu helfen.

## Zusammenfassung und heutige Berufsbezeichnungen
Im Handwerk wurde der Bauschlosser zum Metallbauer Fachrichtung Konstruktionstechnik, der Kfz-Schlosser zum Karosseriebauer – Fachrichtung Nutzfahrzeugbau und der Kunstschmied/Kunstschlosser zum Metallbauer Fachrichtung Metallgestaltung. In der Industrie wurden Maschinen- und Betriebsschlosser zum Industriemechaniker, der Bauschlosser und der Stahlbauer zum Konstruktionsmechaniker.

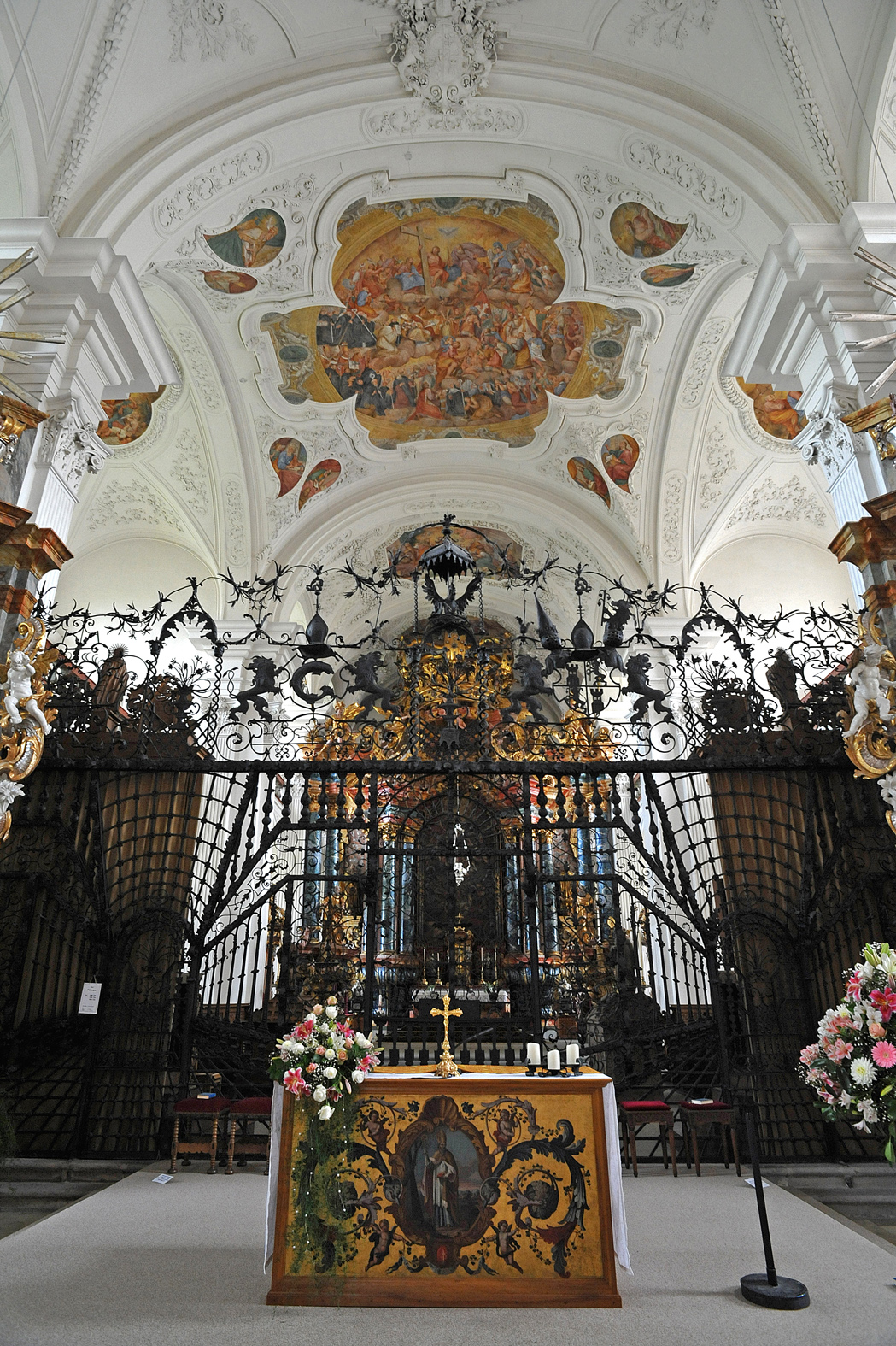
Chorgitter in der Klosterkirche Rheinau